# Deserto de Kaʻū

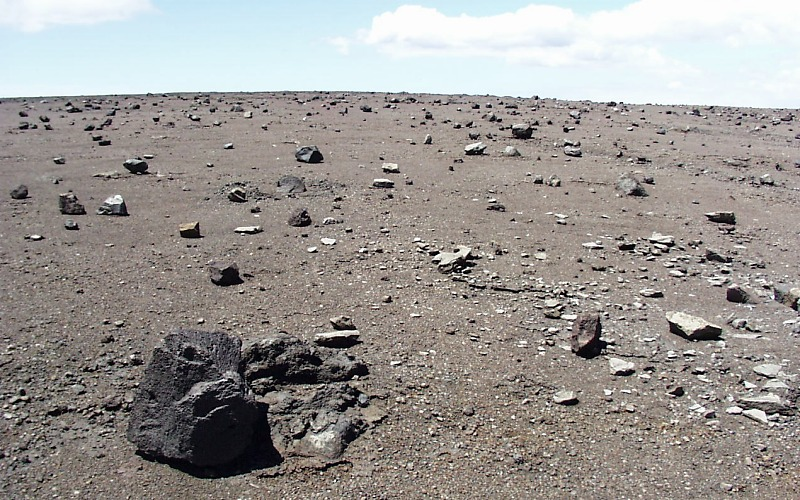
Fotografia de S.R. Brantley de USGS, mostrando rochas da erupção de 1924 e camadas de cinzas provenientes da erupção de 1790

O Deserto de Kaʻū é um deserto de sotavento localizado no distrito de Kaʻū, num dos distritos mais ao sul de Big Island, Havaí, Estados Unidos. É formado por restos de lava resfriada, cinzas vulcânicas, areia e cascalho. O deserto cobre a área do Vulcão Kilauea ao longo do Rift do Sudoeste. A área é pobre em vegetação, devido principalmente às intensas chuvas ácidas que incidem na região.

## Clima
O deserto de Kaʻū não é um deserto propriamente dito, pois as chuvas excedem 1.000mm por ano. Entretanto a combinação da chuva com dióxido de enxofre lançado pelos vulcões formam as chuvas ácidas. O ph da chuva é em torno de 3,4 durante uma erupção, inibindo a presença de plantas ou qualquer outra vegetação de crescer em solo fértil. Além do mais, a água evapora muito rápido do solo e tendo solo de rochas piroclásticas, faz com que seja bastante permeável.

## Visitação
O deserto de Kaʻū é popular pelos tours de caminhada durante os períodos inativos.

## Erupção de 1790
Uma das mais devastadoras explosões vulcânicas da história havaiana ocorreu em 1790. A erupção lançou cinzas vulcânicas onde se formaram esferas de piroclastos conhecidos como accretionary lapilli devido aos efeitos de forças eletroestáticas e a umidade. O chefe Keōua Kuahuʻula estava viajando de Kilauea à Kaʻū depois de ter enfrentado o chefe dominante Kamehameha I. Pelo menos 80 guerreiros havaianos sufocaram quando as cinzas vulcânicas entraram em seus pulmões. As pegadas preservadas nas cinzas da região mostram a suposta evidência desses guerreiros. Entretanto, pesquisas recentes mostram o uso da área por diversas pessoas por centenas de anos.